# Sownarchoz

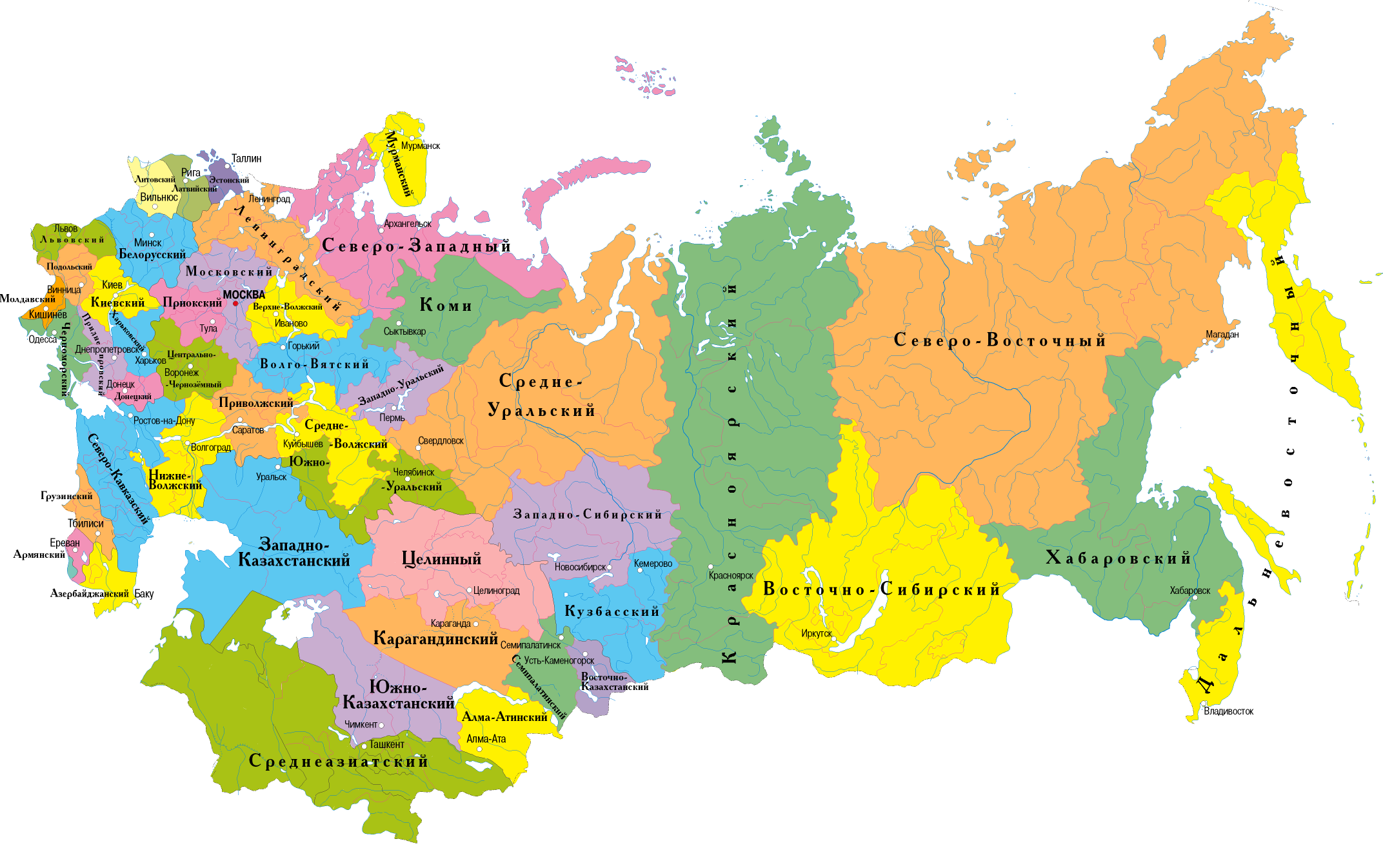
Sownarchozy w 1963 roku

Rada Gospodarki Narodowej (ros. совнархоз (СНХ) – совет народного хозяйства, Sownarchoz, często używane także Regionalna Rada Gospodarcza) – instytucje zarządcze i planowe w radzieckiej gospodarce, powstałe po reformie gospodarczej roku 1957 w erze Chruszczowa.
Pod koniec stycznia 1957 roku do Chruszczowa doszła prośba niektórych liderów partyjnych o ulepszenie zarządzania w przemyśle i budownictwie. Najważniejszym postanowieniem okazała się prośba o regionalizację gospodarki, czyli likwidacji branżowo-resortowego systemu zarządzania i oddanie tych spraw lokalnym Radom Gospodarki Narodowej. Według autorów tego projektu ta regionalizacja centralnego planowania gospodarczego miała na celu ulepszenie dystrybucji towarów oraz szybsze rozwiązywanie problemów gospodarczych. Wiele ministerstw branżowych miało przestać istnieć, a rady były podporządkowane Radzie Najwyższej Gospodarki Narodowej.
Chruszczow przedstawił odpowiedni projekt Radzie Najwyższej ZSRR. Miał on wielu przeciwników (głównie: zastępcy przewodniczącego Rady Ministrów, I sekretarza KC Ukrainy i inni), a do grona zwolenników należeli I sekretarz KC Uzbekistanu, przewodniczący Rady Najwyższej Ukrainy czy I sekretarze Okręgowych Komitetów w Moskwie i Leningradzie.
W końcu na sesji Rady Najwyższej udało się przegłosować projekt i jednogłośnie znieść branżowe ministerstwa. Całe terytorium Związku Socjalistycznych Republik Radzieckich podzielono na 105 specjalnych regionów ekonomicznych, a na ich czele stał odpowiedni sownarchoz. Ministerstwa branżowe zostały zniesione, a część ich uprawnień przekazane Gosplanowi.
Ta decentralizacja gospodarki radzieckiej, choć doprowadziła do tego, że regionalne rady były bardziej wrażliwe na potrzeby lokalne, to jednak doprowadziła do zakłóceń i nieefektywności, dlatego postanowiono w 1962 zreorganizować rady, głównie tereny działań miały być bardziej dostosowane ekonomicznie. Chodziło o zapewnienie surowców dla istniejącego przemysłu w danej strefie ekonomicznej. Jednak ogromny kryzys gospodarczy 1963 roku spowodował praktycznie zawieszenie planu gospodarczego.
Sownarchozy jednak nie zdołały istotnie poprawić efektywności radzieckiej gospodarki. Po wejściu ekipy Breżniewa, w październiku 1965 roku przywrócono branżowo-resortowy system zarządzania gospodarką.